# Суперлига Б 2000/2001
Чемпионат России по баскетболу в дивизионе Б Суперлиги сезона 2000/2001 прошёл с 18 октября 2000 года по 29 апреля 2001 года и стал первым розыгрышем Суперлиги Б российского мужского баскетбола. 7 июня 2000 года на заседании совета мужской Суперлиги было утверждено разделение Суперлиги на дивизионы А и Б.
В состав дивизиона Б вошли 11 команд: 9 клубов, занявших 9 последних мест (с 11 по 19) в Суперлиге в предыдущем сезоне, а также две сильнейшие команды высшей лиги — «Динамо-Автодор» из Волгограда и «Ставрополь-Пограничник». В рамках чемпионата все команды сыграли друг с другом по 4 игры (по 2 игры дома и в гостях спаренными матчами).

## Положение команд
| Место | Команда                      | И  | В  | П  | О  | Р/О       | Ср. Р/О   |
| ----- | ---------------------------- | -- | -- | -- | -- | --------- | --------- |
| 1     | Арсенал (Тула)               | 40 | 35 | 5  | 75 | 3603—2962 | 90,1—74,1 |
| 2     | Динамо-Автодор (Волгоград)   | 40 | 32 | 8  | 72 | 3715—3137 | 92,9—78,4 |
| 3     | Локомотив (Новосибирск)      | 40 | 28 | 12 | 68 | 3563—3364 | 89,1—84,1 |
| 4     | СКА-ТТГ (Екатеринбург)       | 40 | 23 | 17 | 63 | 3493—3516 | 87,3—87,9 |
| 5     | Саха-Якутия (Якутск)         | 40 | 22 | 18 | 62 | 3720—3455 | 93,0—86,4 |
| 6     | Томь-Универсал (Томск)       | 40 | 20 | 20 | 60 | 3779—3665 | 94,5—91,6 |
| 7     | Динамо (Майкоп)              | 40 | 18 | 22 | 58 | 3367—3548 | 84,2—88,7 |
| 8     | Старый Соболь (Нижний Тагил) | 40 | 13 | 27 | 53 | 3353—3603 | 83,8—90,1 |
| 9     | Ставрополь-Пограничник       | 40 | 11 | 29 | 51 | 2947—3453 | 73,7—86,3 |
| 10    | Спартак (Москва)             | 40 | 10 | 30 | 50 | 3146—3618 | 78,7—90,5 |
| 11    | Енисей (Красноярск)          | 40 | 8  | 32 | 48 | 3471—3836 | 86,8—95,9 |

- Тульский «Арсенал» завоевал путёвку в Суперлигу А на следующий сезон.
- «Ставрополь-Пограничник» по финансовым причинам отказался от места в Суперлиге Б и в дальнейшем выступал в высшей лиге.
- Московский «Спартак» по окончании сезона прекратил своё существование.
- Красноярский «Енисей», который должен быть вылететь в высшую лигу, остался в Суперлиге Б на следующий сезон.